# Tesserodon gestroi
Tesserodon gestroi är en skalbaggsart som beskrevs av Lansberge 1885. Tesserodon gestroi ingår i släktet Tesserodon och familjen bladhorningar. Inga underarter finns listade i Catalogue of Life.